# ガンブルツェフ山脈
ガンブルツェフ山脈（ガンブルツェフさんみゃく、Gamburtsev Mountain Range）とは、南極大陸東部のドームA付近にある、氷河の下に完全に閉ざされた山脈である。日本語ではガンバーツェフと表記することもある。ソビエト連邦の地質学者グレゴリー・A・ガンブルツェフの名にちなんでこの名がつけられた。英国南極観測局（BAS）のファウスト・フェラッチオリは、この山脈を「地球上で最も未解明な山脈」と表現する。

## 概要
ガンブルツェフ山脈は南極氷床の数百メートルから数キロ下に隠れており、長さは約1,200キロメートル、標高は数千メートル程度とされ、山脈の規模はアルプス山脈とほぼ同程度の大きさと考えられている。風や雪や水による浸食がほとんどなく鋭い峰々をしていて、深い渓谷が交差するように走っている。

## 起源
ガンブルツェフ山脈は、18億〜11億年前のコロンビア大陸やパノティア大陸の時代に形成された山脈の上に立っているとみられている。ゴンドワナ大陸の分裂期にあたる約2億5000万年前に山脈が形成されたと考えられる。山脈は後に浸食されたが、下のマントルの中に約32キロの深さにまで及ぶ根が残った。その後巨大なリフトが形成され、地球内部の熱が、長く活動を休止していた根の物質を温めた。熱を帯びた物質は膨張してマントルの中を上昇、インド亜大陸が南極大陸から分裂し現在の位置まで北上を開始した約1億年前に山脈は再び隆起を始めた。また、東南極氷床は始新世にガンブルツェフ山脈から滑り落ちて形成された。そして約3400万年前には南極氷床が形成され、山脈全体が氷で覆われた。この氷床がなければ、山脈は浸食されてほとんど何も残らなかった可能性もある。

## 観測史

### 発見
1958年に行われた第3次ソビエト南極探検の際に観測された地震波を元に山脈の存在が確認された。しかし発見当初は、およそ10ヶ所程度で地震波が観測されただけで、山脈の詳細については未知のものであった。

### 1974年合同調査
1974年、スコット極地調査機関、アメリカ国立科学財団、デンマーク工業大学による合同調査が行われた。レーダー探査によって調査が行われたが、調査範囲があまりに広く、山脈の立体構造を把握するには至らなかった。

### 南極ガンブルツェフ地方(AGAP)計画

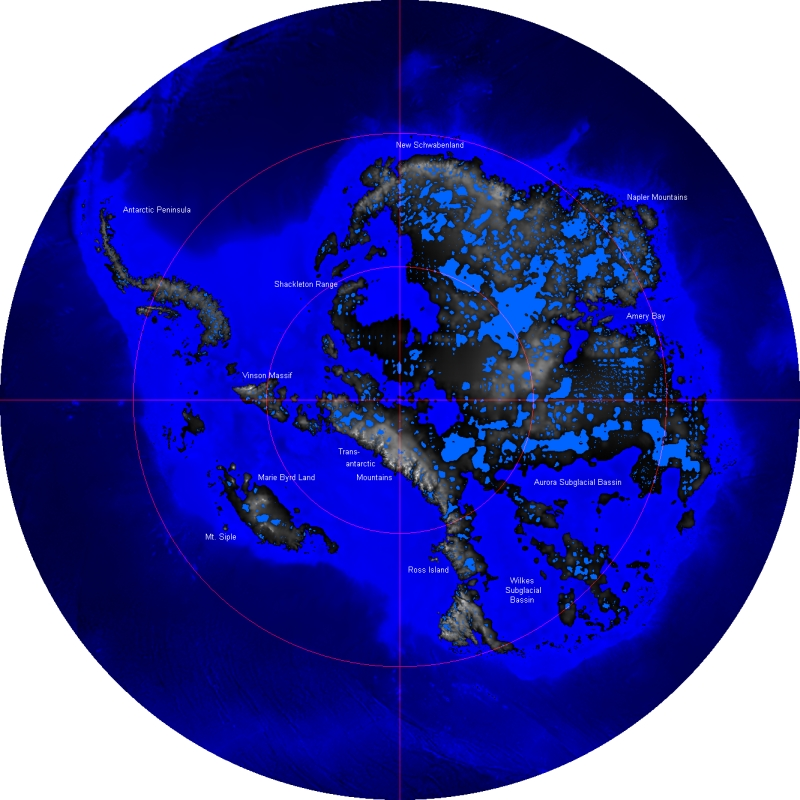
氷床部分を除いた南極大陸の地表部分。

2007年から2009年にかけての国際極年の一環として、ガンブルツェフ山脈の情報収集を目的とするいわゆるAGAP計画(Antarctica's Gamburtsev Province project)という国際計画が実施された。この計画は南極大陸内部に設置された2つのキャンプを拠点に、アメリカ、イギリス、イタリア、オーストラリア、カナダ、中国、ドイツ、日本、フランス、ロシアから派遣されたスタッフによって行われた。氷床上空で飛行機から地中レーダー探査を行い、氷床下にある地表のかたちを観測した。この調査のために調査隊が飛行した距離は延べ120,000キロメートル、東南極氷床の内の約20％を探検した。氷床上に20以上の地震計を設置し、氷床を伝わる地震波の測定も行われた。

#### 観測結果
2009年1月25日に観測計画の完了が発表された。レーダー探査による氷床内部の観測結果によると、ガンブルツェフ山脈がそれまで考えられていたよりもはるかに起伏の激しい山脈であることが分かった。またこの調査によって得られたデータにより、山脈がプレートテクトニクスの活動によって形成され、南西から北東方向に広がっていることが分かった。氷床下に池や川が200以上存在することも確認され、これらが南極氷床の動きに影響を及ぼしていることも分かった。今後の調査目標は、氷床に穴をあけ山脈の土壌のサンプルを採取することである。